# محمود الإدريسي
محمود الإدريسي (8 نوفمبر 1948 - 26 نوفمبر 2020)، هو فنان ومطرب مغربي. يُعد من رموز الأغنية المغربية.

## البداية
صغيرا، كان محمود يصطحب والده إلى جامع «أهل فاس»، وهناك كان يشده صوت المقرئ عبد الرحمن بنموسى بأسلوبه المغربي الخاص في تلاوة القرآن، وهي من أول الأصوات التي أثرت في مسيرته الفنية، التي انطلقت منذ مرحلة دراسته الإعدادية بمدرسة «البطانة» بمدينة سلا أين كان محمود يشارك بامتياز في كل الأنشطة الفنية بما فيها الغناء، وشجعه جمال صوته وموهبته الفنية آنذاك على الالتحاق بالمعهد الوطني للموسيقى عام 1964 في اختصاص التمثيل المسرحي. وأعانته هذه التجربة كثيرا في مشواره، فبفضلها استطاع محمود التغلب على خجله. وكان من أساتذته في المعهد كل من أحمد الطيب العلج والمرحوم فريد بنمبارك وعبد الوهاب أكومي الذي كان يدرسه فن الموشحات

## الإنطلاقة الحقيقية
أولى تجاربه الغنائية كانت عام 1964 خلال إحدى حفلات المعهد حيث أتيحت له الفرصة في الغناء أمام الجمهور، وأدى محمود حينها موشح «يا ليل طل» وبعض أغاني محمد عبد الوهاب وفريد الأطرش رفقة فرقة «الخمس والخمسين» التي كان يترأسها آنذاك الطاهر الزمراني. وبفضل أدائه الجميل، أمتع محمود الحضور الذي كان من ضمنه الملحن عبد الله عصامي، الذي كان له الفضل الكبير في التحاق محمود بالإذاعة آنذاك بعد نجاحه في الاختبار الصوتي مع الموسيقار أحمد البيضاوي، وتواصلت تجربة محمود مع المجموعة الصوتية للفرقة الوطنية لـ11 عاما، ما بين 1965 و1976، غنى فيهم خلف أشهر المطربين أمثال محمد فويتح وعبد الوهاب الدكالي. وتخللت هذه التجربة ظهور محمود كمطرب منفرد منذ سنة 1969 بفضل أغنية «يا ملكي يا بلادي» التي قدمها له الموسيقار عبد النبي الجيراري، تلتها بعض الأغاني التي قدمها له الفنان وعازف القانون صالح الشرقي
سنة 1970، غنى محمود أولى أغانيه بالدارجة المغربية بعنوان «نبدا باسم الفتاح» كلمات أحمد الطيب لعلج وألحان عبد القادر الراشدي. وتعامل محمود في تلك الفترة مع العديد من الملحنين، نذكر منهم: عبد القادر وهبي، حميد بن براهيم وعبد السلام عامر الذي لحن له العديد من الأغاني قبل أن تسوء علاقتهما بسبب تصرف عامر الذي كان يمرن أغانيه مع محمود قبل أن يسندها لأصوات أخرى، ولعل أشهر حادثة في هذا السياق، حادثة الأغنية الشهيرة «راحلة» التي كان محمود أول من غناها وسجلها، أما الأغنية التي أمضت علي نجاح محمود الإدريسي وشهرته فهي أغنية «يا بلادي عيشي» من ألحان الموسيقار محمد بن عبد السلام. ولهذه الأغنية قصة طريفة، فقد كان عبد السلام منذ بضع أشهر ضيفا والفرقة الوطنية في قصر الملك الحسن الثاني بالرباط، وأعجب حينها الملك بحسن أدائه وجمال صوته فأثنى عليه، غير أن محمود وبحديثه مع الملك نسي يده في جيبه مرتكبا خطآ بروتوكوليا فادحا، خاصة وأن الحسن الثاني انتبه للحادثة وطلب أن لا تعاد استضافة أناس لا تأبه بالبروتوكول. وكان آنذاك الملحن محمد بن عبد السلام الوحيد الذي وقف إلى جانب محمود واعدا إياه أن يدخل للقصر من جديد في غضون شهر ولحن له أغنية «يا بلادي عيشي»، وبالفعل عاد محمود بعدها ليغني في رحاب القصر الملكي بفضل هذه الأغنية

## الانفتاح على المشرق
وفي السبعينات كانت لمحمود العديد من الجولات الفنية قادته للمشرق والمغرب، أين تعامل مع العديد من الفنانين نذكر منهم خصوصا محمد الموجي الذي لحن له أغنيتين، والعديد من الملحنين الآخرين من ليبيا والكويت والعراق. ثم وفي فترة الثمانينات، بدأ محمود في تلحين أغانيه بنفسه. ومن أشهر ما غنى في تلك الفترة نذكر: «ساعة سعيدة» كلمات مصطفى بغداد، «اصبر يا قلبي»، «بغى يفكرني فاللي فات»، وغيرها. كما لحن لغيره من الفنانين كلطيفة رأفت في أغنية «الحمد لله»، نعيمة سميح في أغنية «شكون يعمر هذا الدار»، البشير عبدو في «الدنيا بخير»، محمد الغاوي في «اللي علينا أحنا درناه»، فلة الجزائرية في «فتحو الأبواب»، وغيرها، ويتواصل درب نجاح محمود الإدريسي لغاية اليوم، وهو حاليا رئيس نقابة الفنانين. من أغانيه نذكر: «اصبر يا قلبي»، «يحسن عوان الغريب»، «الشمعة»، «الحب الكبير»، «أسدى إليك الله»، «عشاق النبي»، «يبكي الحمام»، «حب الله»، «واش نزيدو مزال الحال»، «لا مش أنا اللي أبكي»، «الله الله على المغرب»، «هايلة»، «وقفت ببابك»، «الله على وجيبة»، «مضناك جفاه مرقده»، «ياللي كنتي تفاكد فينا»، وغيرها.

## وفاته
توفي عصر يوم الخميس 26 نوفمبر 2020، عن عمر ناهز 71 عاماً، متأثراً بإصابته بفيروس كورونا المستجد.

## وصلات خارجية
- ألبومات وأغاني الفنان